# Antique Bakery
Antique Bakery (西洋 骨董 洋菓子店?, Seiyō Kottō Yōgashiten) è un manga del 1999 di genere shōnen'ai scritto ed illustrato da Fumi Yoshinaga raffigurante la vita di quattro uomini che lavorano in una piccola panetteria/negozio di dolciumi. A seguito del successo ottenuto l'autore ha successivamente pubblicato uno spin-off dōjinshi, mostrando storie che coinvolgono variamente i personaggi, ma che erano solamente accennate nel manga originale, perché ritenute un po' troppo esplicite sessualmente per uno shōjo.
Adattato in un dorama giapponese nel 2001 dal titolo Antique Cake Store. seguito dal rispettivo anime nel 2008 in 12 episodi e da un film live action coreano dello stesso anno dal titolo Antique.

## Trama
Quattro giovani uomini si ritrovano avvicinati per merito del destino; unendo le loro forze cercano d'avviare una nuova attività, un piccolo negozio di dolciumi dove si possano celebrar i piccoli piaceri della gola. L'antico forno Tachibana si ritrova così presto ad aver ben tre dipendenti, oltre al proprietario: il cuoco e due originalissimi camerieri.
La storia ruota attorno al trentenne Keichiiro che, da un momento all'altro decide di cambiar radicalmente la sua vita, chiudendo bruscamente col passato e dimettendosi da direttore d'azienda per organizzar un proprio negozio, inventandosi come proprietario e gestore. Grazie anche al sostegno e al contributo finanziario della sua ricca famiglia riesce ad aprir un caffè/panificio ove si vendono anche torte e dolcetti fatti in casa: una strana attività, in quanto egli non sembra provar il minimo gusto nei confronti dei dolci.

## Personaggi
- Keisuke (Keiichiro) Tachibana

Seiyu: Keiji Fujiwara
Trentaduenne proprietario della pasticceria e amico d'infanzia di Chikage, è stato anche compagno di classe di Ono al ginnasio, quando respinse duramente ed in maniera offensiva la confessione d'amore nei suoi riguardi. Inizialmente non lo riconosce; sembra l'unico uomo a non dover subir il fascino seduttivo di Yusuke, anzi ad esserne completamente immune.
Rampollo di una famiglia benestante, ha subito un sequestro all'età di 9 anni: l'unica cosa che ricorda lucidamente del suo sconosciuto rapitore è che questi amava molto i dolci e durante il periodo della sua detenzione lo nutriva di fette di torta che andava appositamente a comprargli ogni giorno. Anche se in seguito Tachibana è stato rilasciato, l'autore del reato riuscì a fuggire facendo definitivamente perder le sue tracce. Dopo questo trauma, la sua famiglia divenne ossessivamente protettiva nei suoi confronti. Sentendosi obbligato a giocar il ruolo di bravo ragazzo per i suoi parenti, in quanto non vuole in alcun modo farli ulteriormente preoccupare. Come risultato delle sue esperienze, continua ancora dopo molti anni a soffrirne: le sue notti son spesso infestate da incubi e non trova alcun gusto nei dolci. Parla correntemente il francese.  Si vanta delle sue abilità d'astuto venditore, ha una memoria visiva eccezionale che gli fa imparare tutto dopo averlo letto un'unica volta.
- Yusuke Ono

Seiyu: Shinichiro Miki
Trentaduenne talentuoso chef omosessuale armato di fascino irresistibile, riesce difatti a far cader in amore ogni uomo che gli si avvicini, cosa questa che gli ha procurato non pochi problemi nei luoghi di lavoro. Da adolescente era innamorato di Keisuke; una volta ha provato a confessargli il suo amore ricevendone in cambio un rifiuto sdegnoso. Ha anche una sorella sposata. Si è formato come chef in Francia, sotto la guida del genio pasticciere gay JeanBaptiste. Un numero considerevole di maschi inizia subito a corteggiarlo non appena entra in un qualsiasi locale.
- Eji Kanda

Seiyu: Mamoru Miyano
Ventiduenne che aspirava a diventar pugile professionista, ma si è trovato costretto a rinunciare allo sport per gravi motivi di salute (il distacco della retina). Abbandonato da bambino, è stato cresciuto in un orfanotrofio; Il primo premio in denaro che aveva guadagnato con la boxe lo donò alla struttura che l'aveva accolto. In seguito verrà adottato dal presidente della palestra a cui appartiene. D'aspetto robusto e muscoloso, s'inventa una nuova carriera come apprendista di Yusuke. Ama le caramelle e tutti i dolciumi, quando assapora una fetta di torta utilizza tutto il suo corpo per esprimere le emozioni che prova in quel momento.
- Chikage Kobayakawa

Seiyu: Eiji Hanawa
Amico d'infanzia di Kei, ha 2 anni più di lui. La madre lavorava come governante in casa Tachibana A causa di problemi alla vista indossa sempre occhiali scuri da sole. per “controllarlo” si fa assumere come cameriere. Goffo e imbarazzato, presto cadrà innamorato di Yusuke, con cui inizierà una relazione..
- Kaedeko

Seiyu: Tomomi Kasai
10 anni, sua madre è Sakurako Sakaki. Figlia di Chikage
- Ms. Ito e Mrs.Urushihara

Seiyu: Umeka Shouji (Ms. Ito) e Misa Watanabe (Mrs. Urushihara)
Due clienti abituali.
- Haruka Nakatsu e Tamiko Kagami

Seiyu: Yukiko Takaguchi (Haruka Nakatsu) e Wakana Yamazaki (Tamiko Kagami)Grazie ai loro reportage fatti per la Tv il negozio di Keisuke è diventato presto celebre.
- Tadahiro Akutagawa

Seiyu: Norio Wakamoto
Funzionario di polizia (in verità un po' freddo e noioso), cercò a suo tempo ma senza alcun successo di rintracciar il rapitore di Kei, ma non è mai stato in grado d'identificarlo.
- Sakurako Sakaki: Seiyu: Takako Honda
- Jean-Baptiste

Seiyu: Kazuhiko Inoue
Rinomato pasticciere, mentore ed ex amante di Yusuke, fu il primo a riconoscerne il valore elogiandone la qualità ed il talento di natura. Tornato in Francia per continuar il suo lavoro nel suo ristorante. È un tipo abbastanza irascibile.

## Anime

### Episodi
| Nº | Titolo italiano (tradotto) Giapponese 「Kanji」 - Rōmaji                                         | In onda           | In onda |
| Nº | Titolo italiano (tradotto) Giapponese 「Kanji」 - Rōmaji                                         | Giapponese        |         |
| 1  | Ricetta 1: Un'aspra riunione 「レシピ1 再会の酸味」 - Reshipi 1 Saikai no sanmi                  | 3 luglio 2008     |         |
| 2  | Ricetta 2: Una decisione piccante 「レシピ2 決意の辛味」 - Reshipi 2 Ketsui no karami            | 10 luglio 2008    |         |
| 3  | Ricetta 3 「レシピ3」 - Reshipi 3                                                                | 17 luglio 2008    |         |
| 4  | Ricetta 4: il vero sapore di un incubo 「レシピ4 悪夢の真味」 - Reshipi 4 Akumu no shinmi        | 24 luglio 2008    |         |
| 5  | Ricetta 5: Prova astringente 「レシピ5 試練の渋味」 - Reshipi 5 Shiren no shibumi                | 31 luglio 2008    |         |
| 6  | Ricetta 6: L'amarezza della crisi 「レシピ6 危機の苦味」 - Reshipi 6 Kiki no nigami              | 7 agosto 2008     |         |
| 7  | Ricetta 7: La dolcezza della Vigilia di Natale 「レシピ7 聖夜の甘味」 - Reshipi 7 Seiya no amami | 14 agosto 2008    |         |
| 8  | Ricetta 8: Il gusto nascosto di Chikage 「レシピ8 千影の隠味」 - Reshipi 8 Chikage no inmi       | 21 agosto 2008    |         |
| 9  | Ricetta 9: Piccolo assaggio di malinconia 「レシピ9 憂鬱の小味」 - Reshipi 9 Yūutsu no komi      | 28 agosto 2008    |         |
| 10 | Ricetta 10: Il gusto di un ritmo diverso 「レシピ10 鼓動の異味」 - Reshipi 10 Kodō no imi        | 4 settembre 2008  |         |
| 11 | Ricetta 11: Il piacere del vero significato 「レシピ11 真意の快味」 - Reshipi 11 Shin'i no kaimi | 11 settembre 2008 |         |
| 12 | Ricetta 12: Il retrogusto dell'eternità 「レシピ12 永遠の後味」 - Reshipi 12 Eien no atoaji      | 18 settembre 2008 |         |

## Dorama
Il dorama live action fatto per la tv differisce sensibilmente dal Manga: mentre i quattro principali personaggi maschili rimangono coinvolti nel prosieguo della vicenda in molte dinamiche relazionali e sentimentali, quest'aspetto BL del manga originale è significativamente ridotto a quasi nulla: Yusuke invece di esser apertamente gay, è invece qui solo un uomo che ha problemi con le donne, a causa di una storia finita male.
Vi è inoltre la notevole aggiunta di Itsuki Momoko, giornalista sportiva che appare nel primo epi (fornisce una sorta di cuscino per lo sviluppo eterosessuale di Yusuke. Durante una scena particolarmente divertente Eji cerca d'insegnare a Keisuke come baciare utilizzando Yusuke come "modello" della ragazza perfetta.